# Niklaus Schurtenberger
Niklaus Schurtenberger (7 febbraio 1968) è un cavaliere svizzero, vincitore della medaglia di bronzo nel salto ostacoli a squadre alle olimpiadi di Pechino 2008.

## Palmarès
- Olimpiadi

Pechino 2008: bronzo nel salto ostacoli a squadre.